# Marwan Barghouti
Pour les articles homonymes, voir Barghouti.
Marwan Barghouti (en arabe : مروان حسيب ابراهيم البرغوثي), né le 6 juin 1959 à Kobar (Cisjordanie), est un homme politique palestinien. 
Membre du Conseil législatif palestinien depuis 1996 malgré son emprisonnement en Israël, il milite en faveur d'une résolution politique au conflit israélo-palestinien et pour la défense des accords d'Oslo, sans pour autant rejeter la lutte armée contre l'occupation israélienne.
Il joue un rôle important durant la première et la seconde Intifada. Il est alors un chef de file du Tanzim, une des branches armées du Fatah en Cisjordanie, justifiant les attaques sur des cibles militaires tout en condamnant les attentats visant des civils. 
Le 15 avril 2002, après avoir été visé par deux tentatives d’assassinat, il est enlevé à Ramallah par des agents israéliens. Condamné à cinq peines de prison à vie pour avoir selon l’État israélien commandité des attentats contre des civils israéliens qui ont fait cinq morts, il refuse la « légitimité de la cour militaire d’occupation » et s'affirme innocent,. Il est la figure politique la plus populaire dans l’opinion palestinienne.

## Biographie
Marwan Hassib Ibrahim Barghouti est né dans le village de Kobar près de Ramallah. Il fait partie de la famille des Barghouti, qui provient de Deir Ghassaneh. Il a six frères et sœurs, et son père est un immigré libanais.
À l'âge de 15 ans, Barghouti rejoint le Fatah et cofonde le mouvement des jeunes du Fatah (Shabiba) en Cisjordanie. En 1976, à 17 ans, il est arrêté par Israël pour son « appartenance à une organisation terroriste ». Il est alors un défenseur de la résistance pacifique à l'occupation. Barghouti poursuit et termine ses études secondaires au cours de son incarcération, et apprend aussi l'hébreu.
Il commence des études à l'université de Beir Zeit en 1983 mais n'obtient sa licence d'histoire et de sciences politiques qu'en 1994 à la suite de son arrestation et de son exil. En 1998, il obtient une maîtrise de relations internationales. Au début de ses études, il s'engage dans les réseaux politiques étudiants par le biais du Fatah et est à la tête du Conseil des étudiants de son université. Le 21 octobre 1984, il se marie avec Fadwa Ibrahim, une autre étudiante de Beir Zeit. Elle possède une maîtrise de droit et milite en faveur des droits des prisonniers palestiniens. Elle devient la principale actrice de la campagne de libération de son conjoint. Ils ont une fille (Ruba en 1987) et trois garçons (Qassam en 1986, Sharaf en 1989 et Arab en 1991).
Au cours des années 1980, Marwan Barghouti est intéressé par l'activisme non-violent pour mener ses combats politiques. Il s'inspire notamment  des actions du Mahatma Gandhi, de Martin Luther King, ainsi que de Khan Abdul Ghaffar Khan, un activiste non-violent musulman opposé au colonialisme britannique.

### Première Intifada
Barghouti est un des principaux meneurs de la première Intifada en 1987, et amène les Palestiniens à un soulèvement de masse contre l'État d'Israël. Il est arrêté dès 1987 par l'armée israélienne et expulsé vers la Jordanie. 

### Ascension politique
Barghouti est élu au Conseil législatif de Palestine en 1996, il mène publiquement des campagnes contre la corruption au sein du Fatah et rentre parfois en conflit avec Yasser Arafat. En 2000, les tensions entre Barghouti et Arafat augmentent, Barghouti accusant les services de sécurité d'Arafat de violations des droits de l'Homme
.
Marwan Barghouti s'oppose notamment à Yasser Arafat concernant l'organisation politique de la cause palestinienne. Alors qu'Arafat souhaite que le Fatah reste la seule structure de militantisme et d'organisation pour les palestiniens, Barghouti défend la création d'un État palestinien à part entière, et plaide pour cantonner le Fatah à un rôle de parti politique.
Auprès d'autres parlementaires, palestiniens comme israéliens, il essaie également de sauver les accords d'Oslo. Toutefois, il émet des réserves concernant ces derniers, ne croyant pas en la sincérité de l'État israélien et regrettant que ces accords ne résolvent pas la question de la restitution des terres palestiniennes ou de la présence de colons israéliens.  

### Seconde Intifada
Le 28 septembre 2000, la visite d'Ariel Sharon sur l'esplanade des mosquées déclenche la seconde Intifada et la situation politique change.
Marwan Barghouti mène des manifestations vers des points de contrôle israéliens en Cisjordanie. Celles-ci ont pour conséquence des émeutes et des attaques contre les forces d'occupation. Il dirige alors le Tanzim, branche populaire du Fatah, dont certains éléments luttent militairement contre Tsahal. Lui-même en est un dirigeant politique et non militaire.
Il condamne le recours à la terreur contre les Israéliens en Israël. Il affirme que « bien que moi-même, ainsi que le Fatah dont je suis membre, nous opposons fermement aux attaques et à la prise pour cible de civils à l'intérieur d'Israël, notre futur voisin, je me réserve le droit de me protéger, de résister à l'occupation de mon pays et de me battre pour ma liberté ». Il ajoute : « Je suis encore en quête d'une coexistence pacifique entre les États égaux et indépendants que sont Israël et la Palestine, fondée sur le retrait complet d'Israël des territoires occupés en 1967. En 2001, Israël essaie de l'assassiner, ». En 2002, il déclare : « Je ne suis pas un terroriste, mais pas non plus un pacifiste. Je suis simplement un gars normal de la rue palestinienne défendant la cause que tout autre oppressé défend : le droit de m'aider en l'absence de toute aide venant d'ailleurs », dans le Washington Post)

### Arrestation et procès

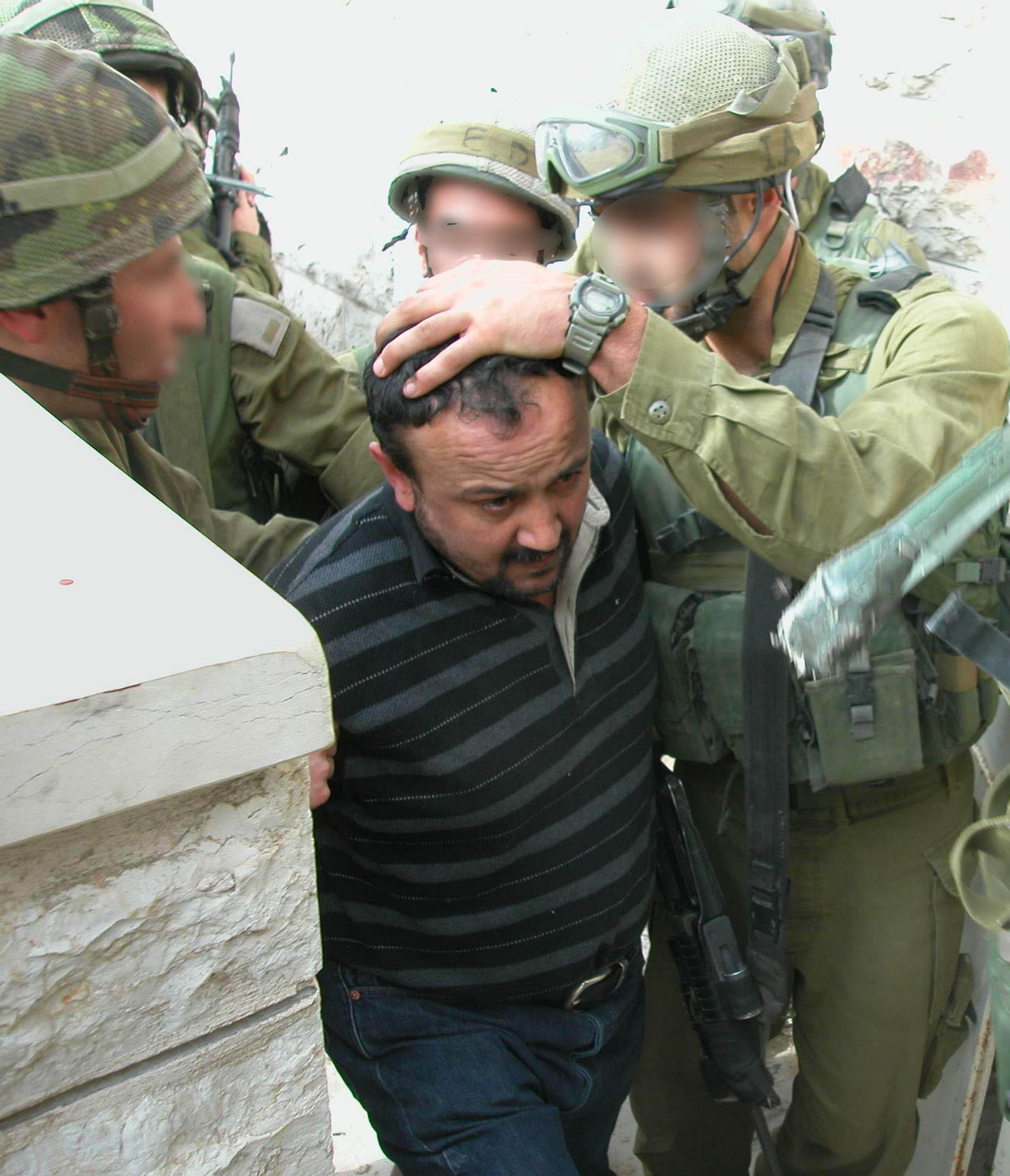
Arrestation de Marwan Barghouti en 2002.

Son rôle dans la seconde Intifada en fait l'un des Palestiniens les plus recherchés par les forces de sécurité israéliennes. En 2001, l'armée israélienne tente d'assassiner Barghouti, mais le missile détruit la voiture de son garde du corps. Barghouti est capturé en avril 2001 à Ramallah, et il est inculpé par un tribunal militaire de 26 meurtres et d'autres tentatives de meurtres. Il est accusé d'avoir fondé les Brigades des martyrs d'Al-Aqsa.
Selon le Shin Bet, durant son interrogatoire il aurait avoué avoir transféré des fonds, certains en provenance d’Arafat, à des chefs de groupes terroristes, fourni à certaines occasions des armes et reçu des comptes rendus d’acte de terrorisme. Il aurait également avoué par ailleurs avoir commandité l’assassinat d'un civil israélien. Il nie cependant ces éléments à son procès, déclarant avoir été interrogé pendant 4 mois et privé de sommeil,.
Tout au long de son procès, Barghouti refuse de reconnaître la légitimité du tribunal israélien, et refuse de se défendre ; il proclame son innocence et estime qu'un tribunal civil israélien ne peut juger un citoyen et parlementaire palestinien. À la place, l'accusé se sert de la tribune qui lui est offerte pour plaider sa cause politique. Il est condamné le 20 mai 2004 pour cinq meurtres (4 israéliens et un prêtre orthodoxe), dont l'attentat du Sea Food Market à Tel Aviv dans lequel trois civils furent tués. Barghouti est aussi déclaré coupable d'une tentative de meurtre pour un attentat-suicide déjoué par les forces de sécurité israéliennes. Il affirme de son côté être innocent des chefs d'accusation portés contre lui. Il est acquitté des 21 autres chefs d'accusation de meurtre. Le 6 juin, Barghouti est condamné à cinq peines de réclusion à perpétuité pour les cinq meurtres et 40 ans d'emprisonnement pour tentative de meurtre. Il est en conséquence incarcéré dans une prison de haute sécurité en Israël.

## Campagne de libération

Portrait de Marwan Barghouti dessiné sur le mur de séparation à Kalandia - Juillet 2013.

Depuis l'arrestation de Barghouti, ses défenseurs mènent campagne en faveur de sa libération. Parmi eux, d'importantes personnalités palestiniennes, des membres du Parlement européen et le Bloc de la paix israélien. Selon le quotidien israélien Haaretz, Barghouti est vu par certains comme un « Nelson Mandela palestinien », l'homme qui pourrait galvaniser un mouvement national divisé et à la dérive s'il était remis en liberté par Israël. Le magazine Le Point évoque lui aussi un « parcours étonnamment semblable à celui de Madiba ». Selon le porte parole de l'ambassade d’Israël en France: « La comparaison est hors de propos, Mandela n'ayant pas de sang sur les mains. Marwan Barghouti a reconnu les faits et s'est même dit fier de ses agissements. Le Tanzim est impliqué dans des actes terroristes contre des civils, que Marwan Barghouti organisait ».

### Campagnes en Israël et en Palestine
À la suite de la réélection en 2006 de Barghouti au Conseil législatif palestinien, un débat sur son emprisonnement apparaît en Israël. Au cours de celui-ci, l'ancien leader du parti Meretz, Yossi Beilin, qui a occupé plusieurs postes de ministres en Israël, prend parti en faveur d'une grâce présidentielle, souhaitant qu'il puisse contrer le Hamas. Cependant, une majorité s'oppose à la libération d'un meurtrier. Notamment, le ministre des Affaires étrangères Silvan Shalom déclare : « Nous ne devons pas oublier qu'il est un meurtrier de sang froid qui a été condamné par le tribunal à cinq réclusions à perpétuité. Il est hors de question de libérer un assassin qui a du sang sur les mains et a été dûment condamné par un tribunal. »,. Quelques députés, comme le député Meir Sheetrit de Kadima, ont suggéré de lui accorder la grâce présidentielle, probablement dans le cadre de futures négociations de paix. En janvier 2007, l'ancien Premier ministre Shimon Peres a déclaré qu'il signerait une grâce présidentielle s'il était élu à la présidence. Cependant, bien que Peres ait été élu à la présidence le 13 juin 2007, cette promesse est restée sans suite.
En 2008, Marwan Barghouti était inclus dans la liste des 450 prisonniers dont le Hamas demande la libération en échange de la libération de Gilad Shalit, capturé en 2006.

### Soutiens dans le reste du monde
Bien qu'emprisonné en Israël depuis 2004, Marwan Barghouti est citoyen d'honneur dans une vingtaine de villes de France. Il est considéré par certaines personnes comme un « symbole pacifique de la cause palestinienne », et comparé à Nelson Mandela, passé de la lutte armée à la prison avant d’être élu à la présidence de son pays,,,,,.
En France, Dominique de Villepin, ancien ministre des Affaires étrangères et Premier ministre français, soutient également les demandes de libération de Barghouti. De façon plus générale, Barghouti est soutenu par des mouvements politiques et des personnalités de gauche, comme le Parti communiste français, qui appelle à sa libération.
En mars 2008, la ville de Stains l'élève au rang de citoyen d'honneur de la ville et lance en mars 2009 le Réseau des villes et collectivités pour la libération de Marwan Barghouti. Les villes d'Ivry-sur-Seine, Valenton, Gennevilliers, La Courneuve, Pierrefitte-sur-Seine, La Verrière, Vitry-sur-Seine en font aussi partie. Ce qui est controversé et critiqué notamment par le bureau national de vigilance contre les actes antisémites. En 2015, Barghouti est déchu du titre de citoyen d’honneur à Aubervilliers.
Le maire de Stains, Azzédine Taïbi, avait accroché une banderole demandant la libération de Marwan Barghouti au fronton de la maison communale en 2009. En 2016, le maire est entendu par la police pour suspicion « d'apologie publique d'un acte terroriste ». Le préfet de Seine-Saint-Denis, Philippe Galli, considère que la banderole est « contraire au principe de neutralité des services publics » et « susceptible de porter atteinte à l'ordre public », et le tribunal administratif de Montreuil ordonne en référé de retirer la banderole en attendant de statuer sur le fond de l'affaire. Le maire est contraint de retirer la banderole mais il conteste cette décision et finit par obtenir gain de cause devant ce même tribunal.
Le 28 décembre 2018, le tribunal administratif de Nancy annule deux décisions des maires de Villerupt et de Vandœuvre qui honoraient Barghouti.

## Scission du Fatah
Le 14 décembre 2005, Barghouti a annoncé la création d'un nouveau parti politique, al-Moustaqbal (« l'Avenir »), principalement composé de la jeune garde du Fatah ayant critiqué la corruption du parti. Ce parti projette alors de présenter une liste aux élections législatives palestiniennes de 2006 et enregistre celle-ci en même temps que l'annonce de la scission. Cette liste incluait Mohammed Dahlan, Qadura Fares, Samir Mashharawi et Jibril Rajoub,.
La scission a été la conséquence du refus par Barghouti de la proposition de Mahmoud Abbas, qui lui proposait d'être second sur la liste du Fatah derrière le Premier ministre Ahmed Qoreï. Barghouti aurait en réalité été premier sur la liste, mais cela n'est apparu qu'après que le nouveau parti a été enregistré.
Les réactions furent divisées : certains accueillirent favorablement la nouvelle, arguant que le nouveau parti pourrait aider à réformer les problèmes du gouvernement palestinien. D'autres considérèrent que cela profiterait au Hamas en divisant le vote Fatah. Les partisans de Barghouti s'en défendirent en disant qu'Al-Mustaqbal visait à la fois à conquérir les votes des déçus du Fatah et des modérés du Hamas qui ne votent pour le Hamas que par opposition à la corruption du Fatah. Certains observateurs ont aussi conjecturé qu'Al-Mustaqbal était principalement un instrument de chantage de la jeune garde du Fatah pour obtenir des meilleures places sur ses listes.
Finalement, Barghouti a été convaincu du fait que la création d'un nouveau parti serait irréaliste tant qu'il serait toujours en prison. Les deux listes furent réunifiées pour les élections législatives.

## Activité politique depuis la prison
Fin 2004, Barghouti annonce depuis la prison son intention de se présenter aux élections législatives palestiniennes de 2006 suivant la mort du président Yasser Arafat. Le 26 novembre 2004, il apparaît qu'il pourrait retirer sa candidature en réponse à la pression du Fatah en faveur de Mahmoud Abbas. Cependant, le 1er décembre, juste avant la date limite, sa femme l'enregistre comme candidat indépendant. Le 12 décembre, à la suite des pressions du Fatah de se retirer en faveur de Mahmoud Abbas, il abandonne sa candidature et déclare qu'il le fait pour l'unité palestinienne. Le 11 mai 2006, les principaux prisonniers palestiniens publient le Document des prisonniers palestiniens, à la suite d'une idée initiée par Barghouti et par les dirigeants du Hamas, du FPLP, du Jihad islamique palestinien et du FDLP. Ce document propose une base sur laquelle un gouvernement de coalition devrait être formé au sein du Conseil législatif de Palestine et est fruit de l'impasse qui suivit la victoire du Hamas aux élections législatives de 2006. Ce document appelle aussi à la négociation avec l'état d'Israël dans le cadre du processus de paix. Ce texte gagne rapidement en popularité et est maintenant considéré comme la pierre angulaire d'un futur gouvernement d'unité nationale. Selon le journal israélien Haaretz, bien que le Fatah ne soit pas représenté officiellement dans les négociations de février 2007 pour un gouvernement d'unité nationale, Barghouti a joué un rôle de médiateur entre le Fatah et le Hamas et a formulé le compromis atteint le 8 février 2007. Le 1er avril 2012, il est sanctionné par les autorités pénitentiaires pour avoir lancé un appel à la « résistance populaire pacifique ».
Depuis 2016, Marwan Barghouti exprime sa désillusion envers l'Autorité palestinienne, qu'il estime passée « de meneur de la libération à médiateur de l'occupant ». Il appelle à la « réconciliation nationale » entre le Fatah et le Hamas et à une alliance avec « les forces démocratiques et progressistes du monde arabe » et défend un accord de paix avec l’État israélien. Certains Israéliens, y compris au sein de l'establishment sécuritaire, voient en lui un leader palestinien avec qui négocier. Néanmoins, une très grande majorité des Israéliens le voit avant tout comme un « terroriste », du fait notamment d'une intense campagne de dénigrement sous la mandature de Benyamin Nétanyahou.
À partir du 16 avril 2017, Barghouti mène une grève de la faim avec entre 1 000 et 1 300 prisonniers palestiniens détenus en Israël. Les prisonniers revendiquent le droit aux visites familiales, à un suivi médical et la fin des quartiers d'isolement. Barghouti fait parvenir un article sur les conditions de détention des militants palestiniens dans les prisons israéliennes au New York Times. L'article est publié par le journal et Barghouti est envoyé au cachot,,. En mai, Barghouti durcit sa grève de la faim en refusant désormais de boire pour protester contre le manque de réaction d'Israël aux revendications des prisonniers. Fin mai, la veille du début du Ramadan, un accord est obtenu entre la Croix rouge, l'Autorité palestinienne et Israël garantissant aux prisonniers palestiniens une deuxième visite de leur famille chaque mois. Les prisonniers arrêtent donc leur grève de la faim.
Bénéficiant d'une grande popularité dans les territoires palestiniens, il annonce, avec d'autres dissidents du Fatah, créer le parti Liberté et présenter une liste pour les élections législatives de mai 2021,. Il est souvent cité comme possible candidat à l'élection présidentielle de la même année.
En février 2024, il est transféré de la prison d'Ofer (en) à celle d'Ayalon (en). Le but de ce transfert est de durcir ses conditions de détention.

## Mauvais traitements physiques
En mars 2024, il est soumis à un passage à tabac par des gardiens après son transfert selon ses proches, et maintenu isolé dans une cellule sans lit et sans fenêtre. 
En septembre 2024, selon des ONG, il est a nouveau sévèrement battu. Selon son avocat - qui a été son seul visiteur depuis trois mois - l’agression a « provoqué de nombreuses blessures sur le corps de M. Barghouthi, au niveau des côtes (...) ainsi qu’un saignement de l’oreille droite et une plaie sur son bras droit, accompagnés de douleurs sévères dans le dos ».
En 2025, Itamar Ben-Gvir, ministre de la Sécurité nationale d'Israël, le prend à partie en prison, le filme et diffuse cette vidéo dégradante.